# Franz Christian Schaumburg
Franz Christian Schaumburg (* 27. April 1788 in Kassel; † 18. Februar 1868 in Hannover) war ein deutscher Gartenkünstler.

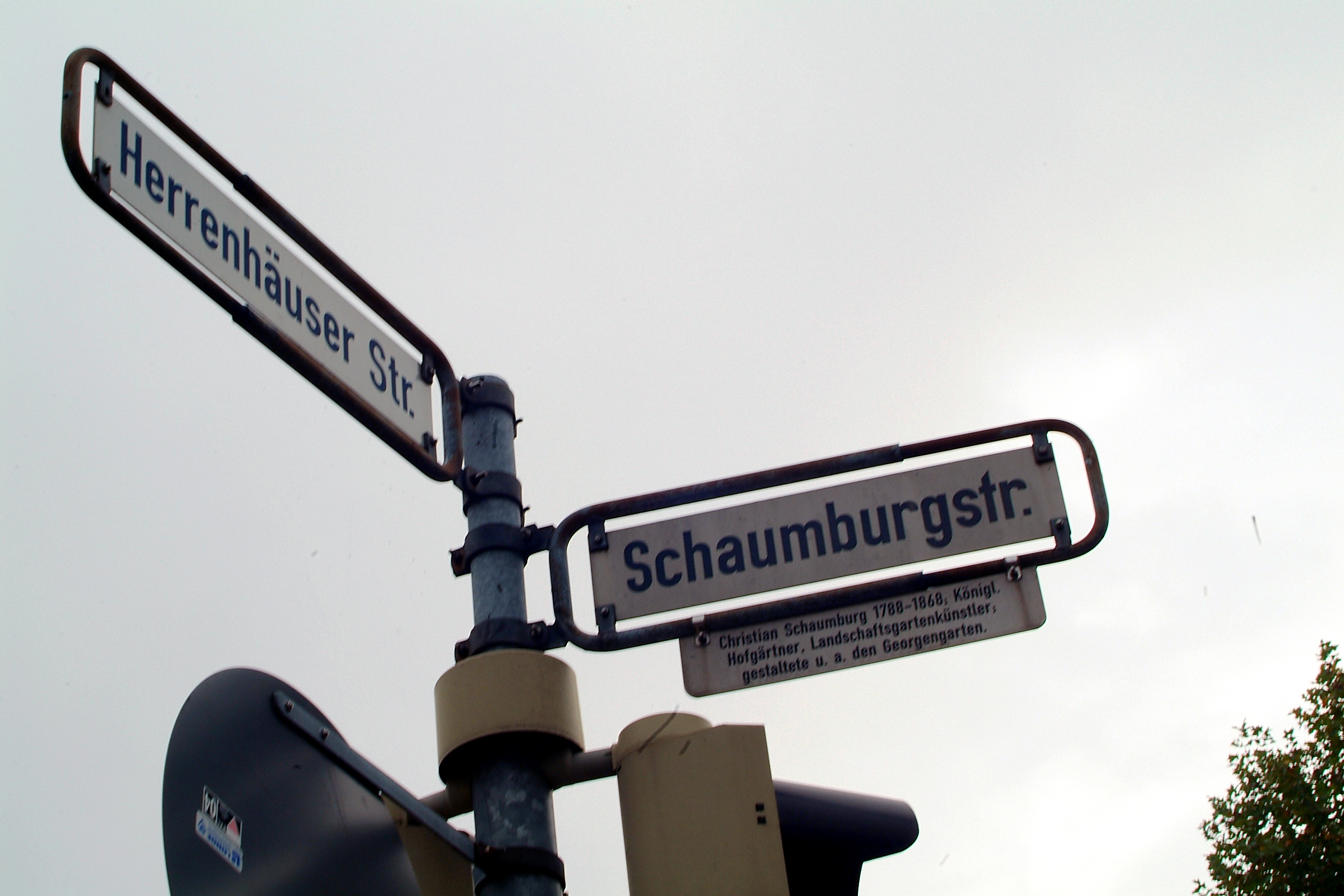
Schilder an der Schaumburgstraße in Hannover-Herrenhausen

## Leben
Die Jugendjahre von Christian Schaumburg sind bisher „nach teilweise unsicherer Familienüberlieferung“ geschildert: Er zeigt schon früh Talent zum Blumenzeichnen und besuchte in Wien die dortige Malerakademie. „Wahrscheinlich“ absolvierte Schaumburg eine Lehre als Gärtner in Wien-Schönbrunn. Anschließend widmete er sich in Kassel-Wilhelmshöhe bei Karl Steinhöfer der Gartenkunst.
Zwischen 1809 und 1810 kam Christian Schaumburg nach Herrenhausen, um hier für Kassel Blumen zu malen. In den 1820er Jahren war er als Gartenmeister in der Hofgärtnerei in Linden, dem Küchengarten, und für das Altensche Gut tätig.
1825 entwarf Schaumburg für den Minister Caspar Detlev von Schulte den Park zu der von Georg Ludwig Friedrich Laves erbauten Villa Bella Vista.
Im Folgejahr wurde Franz Christian Schaumburg am 16. Februar 1826 unter der Matrikelnummer 247 in die Freimaurerloge Zur Ceder aufgenommen, wo er von 1834 bis 1836 das Amt des stellvertretenden Sekretärs und Archivars innehatte, dann jeweils von 1836 bis 1840 und von 1848 bis 1850 das Amt des Zeremonienmeisters wahrnahm.
Innerhalb von wenigen Jahren hatte sich Schaumburg zu einem der gefragtesten Landschaftsgärtner im Königreich Hannover. Besonders in Norddeutschland und Dänemark schuf er – mehr als 40 Jahre seinen Stil des zonierten Landschaftsgarten bewahrend – Gartenanlagen für seine fürstlichen, adligen, privaten und kommunalen Auftraggeber.
1827 unternahm Schaumburg – gefördert von Prinz Adolphe Friedrich von Cambridge und Reichsgraf Ernst zu Münster-Ledenburg – eine Studienreise nach England.
1829 wurde, auf Schaumburgs Anregung hin, der Gartenbau-Verein für das Königreich Hannover gegründet.
Das Hauptwerk von Schaumburg in Hannover ist die gemeinsam mit Heinrich Ludolph Wendland und Laves 1835 begonnene Umgestaltung und Erweiterung des Georgengartens zu einem großen Landschaftspark an der Herrenhäuser Allee. Der Schaumburg dort gestattete gestalterische Freiraum schwand jedoch vorübergehend ab 1837.
Nachdem Schaumburg schon seit 1838 den Plöner Schlosspark im Dienst des dänisch-norwegischen Königs Christian VIII. umgestaltet hatte, wurde er 1840 zum Hofgarteninspektor in Plön ernannt.
1847 kehrte Schaumburg nach Hannover zurück, wo er als Leiter des Georgengartens diesen bis 1860 bedeutend erweiterte. Zu den weiteren Arbeiten Schaumburgs in Hannover zählt unter anderem auch die Umgestaltung des Berggartens.
Franz Christian Schaumburg wurde auf dem Herrenhäuser Friedhof begraben.

## Werke

### Gärten und Parks

#### In Hannover
- 1820er-Jahre: Gartenmeister im Küchengarten in Linden[1]
- 1825: Park um Bella Vista[1]
- um 1830: Umgestaltung des Freiraums zwischen Friedrichswall und dem Nothelfergraben zu einem schmalen Landschaftspark; das Anfangsstadium des Maschparks[5]
- ab 1835: Umgestaltung und Erweiterung des Georgengartens[1]
- Garten für A. von Arnswald[1]
- Garten für die Gräfin von Wangenheim[1]
- Gestaltung des Georgsplatzes[1]
- 1852: Gestaltung des Opernplatzes/Theaterplatzes rund um das Opernhaus mit einzelnen Bepflanzungsflächen zwischen geschwungener Wegeführung[6]
- Pläne für den Prinzengarten[1] und den Welfengarten um das neu entstandene Welfenschloss[2]
- Berggarten[1]

#### Sonstige
Franz Christian Schaumburg werden Werke bis nach Holstein, Mecklenburg und in Süddeutschland zugeschrieben. Belegt sind:
- ab 1838: Umgestaltung des Schlossparks in Plön[1]
- 1866: Entwürfe für den Bürgerpark in Bremen[2]

### Schriften und Pläne
- Über englische Gartenanlagen. In: Verhandlungen des Gartenbau-Vereins für das Königreich Hannover, 1833, S. 131–137
- Über den jetzigen Zustand der Gartencultur in Hannover und in der Umgebung. In: Verhandlungen des Gartenbau-Vereins für das Königreich Hannover, 1834, S. 105–112, 131–135
- 1836: Charte von dem Königlichen Wallmodenschen Garten und den angrenzenden Grundstücken, gezeichnet von C. Schaumburg, 1836[2]
- 1859: General Plan der neuen Anlage zwischen Hannover und Herrenhausen, der die Zustimmung durch Königin Marie fand[2]

## Ehrungen
- Zu Ehren des Königlichen Hofgarteninspektors wurde in Herrenhausen die historische Neustädter Straße 1892 umbenannt in Schaumburgstraße.[7]